# Giorgio Bontempi
Giorgio Bontempi (* 21. Oktober 1926 in Como) ist ein italienischer Filmregisseur und Drehbuchautor.

## Leben
Bontempi ist Filmjournalist und -kritiker, der gelegentlich Drehbücher schrieb und bei drei Filmen auch Regie führte. Beim ersten, dem autobiografisch getönten Summit, zerstritt er sich mit Hauptdarsteller Gian Maria Volontè, der sich daraufhin weigerte, sich zu synchronisieren. Sein zweiter Film entstand in Ghana. 1982 drehte er für das Fernsehen Notturno, der anschließend in den Kinos gezeigt wurde.

## Filmografie

### Regisseur und Drehbuchautor
- 1968: Notturno
- 1973: Contratto carnale
- 1982: Geheimkommando C.I.A. (Notturno) (Fernsehfilm)

### Drehbuchautor
- 1959: Il racommandato di ferro
- 1963: Questo mondo proibito
- 1979: Rue du Pied de Grue